# Víctor Chávez
Víctor Manuel Chávez Faustor (Perú, 12 de octubre de 1974) es un exfutbolista peruano que jugaba como defensa central. Tiene 50 años. 
Actualmente es entrenador de Somos Olímpico que participa en la Copa Perú.

## Clubes
| Club                 | País | Año         |
| -------------------- | ---- | ----------- |
| Meteor               | Perú | 1995-1997   |
| Lawn Tennis          | Perú | 1998        |
| Cienciano            | Perú | 1999 - 2000 |
| Deportivo Wanka      | Perú | 2001        |
| Olímpico Somos Perú  | Perú | 2004 - 2008 |
| Deportivo Aviación   | Perú | 2008        |
| América Cochahuayco  | Perú | 2009 - 2011 |
| Hijos de Acosvinchos | Perú | 2012        |
| Alianza Cristiana    | Perú | 2013        |

## Palmarés
| Título           | Club                | País | Año  |
| ---------------- | ------------------- | ---- | ---- |
| Segunda División | Olímpico Somos Perú | Perú | 2004 |
| Segunda División | Olímpico Somos Perú | Perú | 2005 |